# デビー・ウィルクス
デビー・ウィルクス（Debbi Wilkes、1946年12月16日 - ）は、カナダのオンタリオ州トロント出身の女性フィギュアスケート選手。1964年インスブルックオリンピックペア銀メダリスト。パートナーはギー・レベル。

## 経歴
- 1963年、1964年カナダフィギュアスケート選手権優勝。
- 1964年インスブルックオリンピックで3位となり銅メダルを獲得したが、のちにドイツのマリカ・キリウス＆ハンス＝ユルゲン・ボイムラー組が禁止されていたプロ活動を行っていたという理由で銀メダルを剥奪され、デビー・ウィルクス＆ギー・レベル組は繰り上げ2位となり銀メダルを授与された。1987年になってマリカ・キリウス＆ハンス＝ユルゲン・ボイムラー組の名誉が回復され銀メダルを再度授与することになり、2014年にIOCは正式にデビー・ウィルクス＆ギー・レベル組とマリカ・キリウス＆ハンス＝ユルゲン・ボイムラー組の2組銀メダルという裁定を下した[1]。
- 引退後は、スケート番組の解説者として活動。

## 主な戦績
| 大会/年      | 1959-60 | 1960-61 | 1961-62 | 1962-63 | 1963-64 |
| ------------ | ------- | ------- | ------- | ------- | ------- |
| オリンピック |         |         |         |         | 2       |
| 世界選手権   | 11      |         | 4       |         | 3       |
| カナダ選手権 | 3       | 3       | 3       | 1       | 1       |